# Undersåkers kontrakt
Undersåkers kontrakt var ett kontrakt inom Härnösands stift av Svenska kyrkan. Kontraktet utvidgades 2001 och bildade då Berg-Härjedalens kontrakt.
Kontraktskod var 1013.

## Administrativ historik
Kontraktet bildades 1922 av hela Jämtlands västra kontrakt och omfattade:
- Undersåkers församling
- Mörsils församling
- Mattmars församling
- Åre församling
- Kalls församling
- Alsens församling
- Offerdals församling
- Ovikens församling som 1962 överfördes till Ovikens kontrakt
- Myssjö församling som 1962 överfördes till Ovikens kontrakt
- Hallens församling som 1962 överfördes till Ovikens kontrakt
- Marby församling som 1962 överfördes till Ovikens kontrakt